# Zlatoust

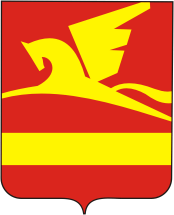
Stadens vapen.

Zlatoust (ryska Златоу́ст) är den tredje största staden i Tjeljabinsk oblast i Ryssland. Den hade 169 957 invånare i början av 2015, med totalt 172 158 invånare i hela det område som administreras av staden.